# مشاع مراد رمضانی
مشاع مراد رمضانی یک منطقهٔ مسکونی در ایران است که در دهستان هلیل واقع شده‌است.